# Прибке, Эрих
Э́рих При́бке (нем. Erich Priebke; 29 июля 1913, Хеннигсдорф, Бранденбург — 11 октября 2013, Рим) — гауптштурмфюрер в войсках СС. В 1996 году он был обвинён в совершении военных преступлений в Италии как участник массового убийства в Ардеатинских пещерах 24 марта 1944 года в Риме. Было убито 335 гражданских итальянцев в качестве возмездия за нападение партизан на 11-ю роту 3-го батальона полицейского полка СС «Боцен», в ходе которого погибло 33 немецких полицейских и 67 было ранено. Прибке был одним из ответственных за проведение массовой казни. После поражения нацистской Германии он смог бежать в Аргентину, где жил после войны более 50 лет.
В 1991 году об участии Прибке в массовом убийстве стало известно из книги Эстебана Буха. В 1994 году, 50 лет спустя после преступления, Прибке решил, что уже может говорить об этом событии, и дал интервью журналисту Сэму Доналдсону из ABC. Это вызвало возмущение свидетелей преступления и привело к экстрадиции Прибке в Италию и суду, который продолжался более четырёх лет.

## Биография
О жизни Прибке известно немного. Вступил в НСДАП 1 июля 1933 года (№ 3280478), в СС 29 января 1937 года (№ 290305). Был переводчиком во время визита Гитлера в Италию в 1938 году. Служил в IV отделе Главного управления имперской безопасности (гестапо) под руководством Герберта Капплера, был офицером связи с итальянской полицией и Ватиканом (неофициально). 9 ноября 1943 года получил звание гауптштурмфюрера. Был женат на Алисе Штолль, у них родилось двое детей — сын (в 1940 году) и дочь (в 1942 году).

## История
Массовое убийство в Ардеатинских пещерах произошло в Италии во время Второй мировой войны. 23 марта 1944 года 33 немецких полицейских 11-й роты 3-го батальона полицейского полка СС «Боцен» были убиты и 67 ранены, когда участники Итальянского Сопротивления подорвали фугас по пути следования немецкой колонны по Виа Раселла в Риме и атаковали полицейских с помощью огнестрельного оружия и гранат. Атака была проведена GAP Gruppi di Azione Patriottica.
Адольф Гитлер отдал приказ расстрелять в течение 24 часов десять приговорённых итальянцев за каждого мёртвого немца. Шеф гестапо Рима Герберт Капплер быстро составил список из 320 заключённых, которые должны были быть убиты. После того, как от ран умер 33-й полицейский, Капплер добавил к списку ещё десять имён. Всего в ходе массовой казни в Ардеатинских пещерах было убито 335 человек, в основном итальянцев. Самой значительной группой среди казнённых были члены троцкистской военизированной группы Сопротивления «Красное Знамя», а также более 70 евреев.
24 марта жертвы были убиты в Ардеатинских пещерах под руководством двух офицеров СС, Эриха Прибке и Карла Хасса. Их заводили в пещеры группами по пять человек со связанными за спиной руками и убивали там выстрелами в затылок. Многих заставляли встать на колени на тела убитых до них. Во время убийств было обнаружено, что пять убитых были лишними и не внесены в список.

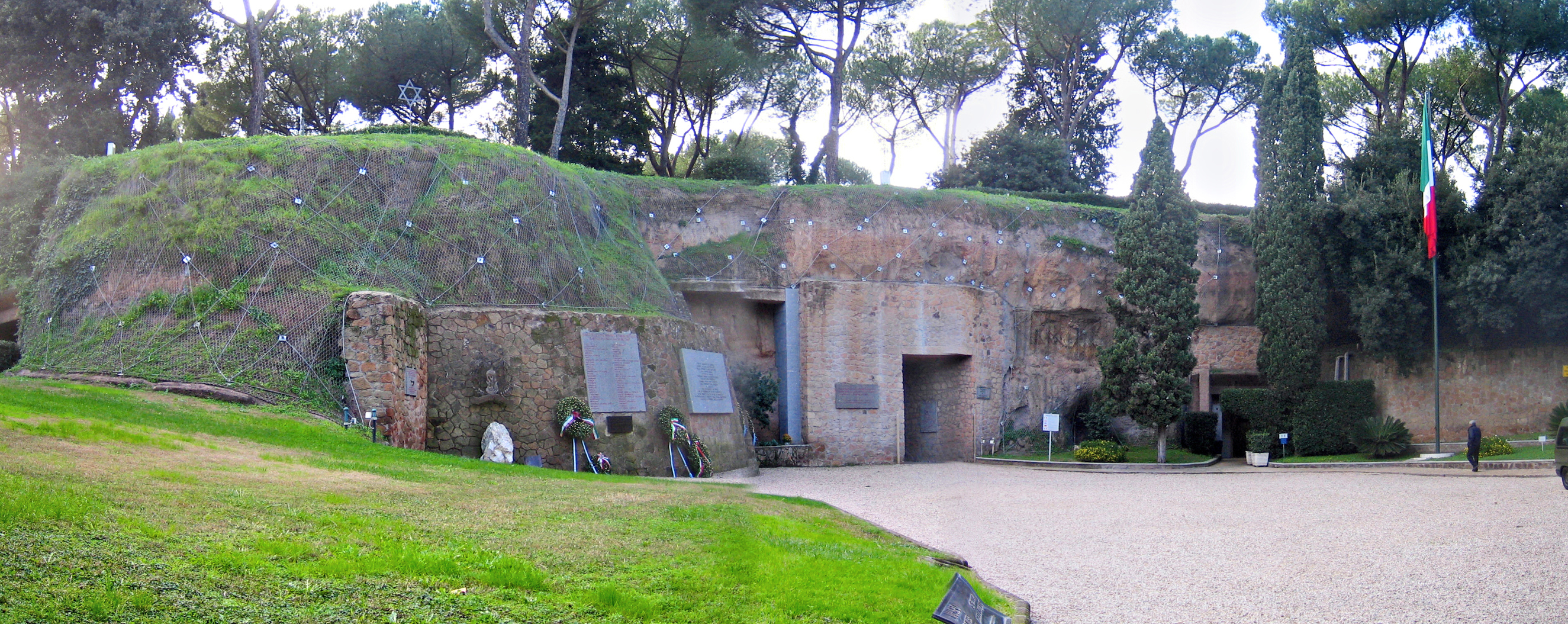
Вход в пещеры, монумент Ардеатинские пещеры

Имеются свидетельства того, что нацистское командование в Риме и высшее командование долго решало, сколько итальянцев надо убить за каждого немца, 50, 30 или 10. Прибке часто обвиняют в убийстве, так как было убито пять лишних человек и таким образом не был соблюдён принцип «десять за одного». В результате суд сосредоточил основное внимание на этих пяти убитых. Прибке был ответственен за список и его соучастие в этих убийствах исключило любое возможное оправдание его поведения на основе «обязанности выполнить приказ».
75 убитых были евреями. Даже если это соответствовало условиям казни, главной целью было выполнить количественную квоту; многие из заключённых в тюрьмах по виа Тассо 145 и Реджина Чели были посланы на смерть. Некоторые из этих заключённых были просто жителями Виа Раселла, которые были дома во время нападения на немецкую колонну; других арестовали и пытали за участие в Сопротивлении — и за антифашистскую деятельность. Не все убитые партизаны были членами одной группы Сопротивления. В списке были члены GAP, PA, и Bandiera Rossa, а также Военного фронта Кладестине.

### На свободе
После войны Прибке пытались привлечь к ответственности за участие в убийстве, но он бежал из британского лагеря в северо-восточной Италии в 1946 году, где он провёл 20 месяцев, и жил после побега с семьёй в Випитено. Там 13 сентября 1948 года его крестил местный священник.
После времени, проведённого в Больцано-Боцен, Прибке отправился в Ватикан, чтобы найти защиту. Епископ Алоиз Худал, главное действующее лицо ватиканских «Крысиных троп», снабдил Прибке фальшивой визой в Аргентину (президентом которой был тогда Хуан Перон). С паспортом Международного Красного Креста на имя латыша Отто Папе Прибке отбыл из Генуи в Аргентину.
Будучи обвинён в военных преступлениях, Прибке 50 лет жил в Аргентине как свободный человек под своим настоящим именем и с действующими аргентинскими документами. В немецкой общине Барилоче он пользовался уважением и занимал пост председателя попечительского общества немецкой школы. Его прошлое не было, правда, известно местным жителям во всех деталях, так как даже германское посольство хранило молчание о его военных преступлениях.
После восстановления дипломатических отношений между Германией и Аргентиной в 1952 году он зарегистрировался на получение германского паспорта и получил его.

### Раскрытие участия
В 1994 году журналист Сэм Доналдсон снял репортаж о Прибке для новостной передачи Primetime Live американского канала ABC. Прибке открыто рассказывал о своей роли в массовом убийстве. Он также оправдывал свои действия тем, что только выполнял приказы шефа гестапо Рима, оберштурмбаннфюрера Герберта Капплера. Во время проверки после войны Капплер объяснял, что Прибке должен был удостовериться, что все жертвы приведены в пещеры и казнены, а также проверить список тех, кого нужно казнить.
Прибке заявил Доналдсону, что жертвы — от 14-летнего мальчика до 75-летнего старика — были не кем иными, как «террористами». Он подтвердил, что это он составил списки тех, кто должен был быть казнён. Кроме этого убийства, Прибке подозревается в участии в депортации от 6 до 7 тысяч евреев из Италии в Освенцим и в пытках политических заключённых.

## Осуждение

### Экстрадиция
Репортаж Доналдсона показал, насколько открыто Прибке мог жить в Аргентине и как мало раскаяния он чувствовал за свои действия. Это вызвало бурную реакцию многих людей. Аргентинские власти арестовали Прибке. Из-за возраста и слабого здоровья он не был заключён под стражу сразу, а содержался под домашним арестом в своём доме в Барилоче, где жил с 1949 года.
Экстрадиция Прибке несколько раз откладывалась — его адвокаты использовали такую тактику, как затребование перевода всех итальянских документов на испанский язык, что могло бы потребовать двух лет. Аргентинский суд отклонил это требование, однако рассмотрение требования и другие проволочки вызвали задержку экстрадиции больше чем на год. Его адвокаты выдвигали как аргумент также то, что с момента убийства прошло более 15 лет.
В марте 1995 года, после девяти месяцев задержек, аргентинский президент Карлос Менем пообещал президенту еврейской организации Бней-Брит среди прочего, что дело будет вскоре улажено, и к концу месяца Прибке будет переправлен в Италию. Вопреки этому обещанию Верховный суд Аргентины принял решение, что дело должно быть передано местному суду в Барилоче, где оно было возбуждено. Это дало возможность годами задерживать рассмотрение дела с помощью различных апелляций и требований, в то время как Прибке мог жить у себя дома.
В мае того же года федеральный судья Аргентины признал итальянское требование об экстрадиции на основании того, что преступления против человечности не имеют срока давности. Однако последовали новые апелляции и требования отмены этого решения.
В августе было принято судебное решение, согласно которому Прибке не мог быть экстрадирован за истечением срока давности. Чтобы оказать давление на аргентинское правительство, в тот же день потребовала экстрадиции и Германия. Итальянский военный обвинитель Антонио Интелисано заявил, что соглашения, которые подписала Аргентина, прямо говорят, что военные преступления и преступления против человечности не имеют срока давности.
После 17 месяцев задержек Верховный суд Аргентины принял окончательное решение об экстрадиции Прибке в Италию. Он был посажен на самолёт, который доставил его прямо из Барилоче на военный аэропорт Чампино.

### Прибке в суде
В суде Прибке заявлял о своей невиновности. Он не отрицал того, что сделал, однако отказался признать свою ответственность. Он винил в массовом убийстве названных им «итальянскими террористами», организовавших нападение, во время которого было убито 33 молодых немецких полицейских. Приказ о казни пришёл прямо от Гитлера и это, по мнению Прибке, делало её законной.
В ходе суда выяснилось, что Прибке лично застрелил двух итальянцев. Сведения об этом были также в его деле от 1946 года до побега.
Около полудня 24 марта 1944 года от 80 до 90 человек были доставлены к Ардеатинским пещерам в Риме. После переклички их группами по пять заводили в пещеры. Прибке зашёл туда же со второй или третьей группой и застрелил человека из итальянского пистолета-пулемёта. Когда казнь подходила к концу, он убил ещё одного человека из того же оружия. Казнь закончилась, когда стемнело. После расстрела была использована взрывчатка, чтобы завалить пещеры.
Прибке был признан невиновным за сроком давности преступления.
1 августа 1996 года был отдан приказ о немедленном освобождении. Итальянский министр юстиции позднее рассказывал, что Прибке мог быть арестован вновь, в зависимости от того, будет он или нет экстрадирован в Германию, где его обвиняли в убийстве. Голоса судей разделились, двое были против и один за вынесение обвинительного приговора. После оглашения приговора Прибке здание суда было на семь часов блокировано демонстрацией.
Оправдание вызвало бурную реакцию членов семей жертв, которые обвинили судей в отсутствии уважения к человеческой жизни. Лидер Центра Симона Визенталя Шимон Сэмюэлс заявил, что этим приговором Италия одобрила преступления против человечности.

### Апелляция
Приговор был опротестован стороной обвинения. День спустя Германия обратилась к Италии с запросом о содержании Прибке под стражей до тех пор, пока будет рассмотрено требование об экстрадиции, так как предполагалось, что он предстанет перед судом Германии за убийство двух человек, которых он застрелил лично.
У здания суда проходили демонстрации, но когда стало известно, что Прибке вновь арестован, они прекратились. Многие люди пришли позднее к Ардеатинским пещерам, чтобы почтить память жертв.
Верховный суд Италии вынес решение, что состав суда, который освободил Прибке, был некомпетентен и протесту был дан ход. Среди прочего рассматривался вопрос, почему дело не было рассмотрено ранее, в ходе Нюрнбергского процесса, где было вынесено решение о персональной ответственности за совершённые преступления. По утверждению Прибке, он мог быть казнён сам, если бы не подчинялся приказам, однако в протесте это оправдание не было принято во внимание, как безосновательное.
Кассационный суд аннулировал оправдательный приговор и инициировал новый суд над Прибке. Он был приговорён к 15 годам тюремного заключения, срок был снижен до 10 лет ввиду заявленного слабого здоровья. В марте 1998 года апелляционный суд приговорил его вместе с Карлом Хассом, другим бывшим членом СС, к пожизненному заключению. В ноябре того же года решение было одобрено Кассационным судом. Из-за своего возраста Прибке должен был содержаться под домашним арестом.
Кроме того, в марте 1997 года было принято решение о том, что Прибке не может быть экстрадирован в Германию. Причиной было то, что он проходил обвиняемым в суде по тому же делу, по которому его хотели привлечь к суду в Германии и не должен был быть наказан дважды за одно и то же преступление.

### Апелляции Прибке
Прибке отрицал свою ответственность и поэтому подал апелляцию. При её рассмотрении было решено, что Хасс и Прибке совершили жестокое убийство первой степени и пожизненно будут под стражей.
Сам Прибке утверждал, что стал жертвой ненависти и обвинён во всех зверствах, совершённых во время Второй мировой войны. «Я отдал Аргентине 50 лет моей жизни, и вот они не хотят меня знать. (…) Я воевал за Германию во время войны, теперь они хотят меня судить за исполнение приказов».
Прибке подал апелляцию в Европейский суд по правам человека в Страсбурге, в которой утверждал, что не имел иного выхода, кроме как подчиниться приказу Гитлера. Апелляция не была принята на основании решений Нюрнбергского процесса (см. Нюрнбергская защита и Нюрнбергские принципы). Более того, было подчёркнуто, что в ходе убийства в Ардеатинских пещерах погибло 335 человек, на пять человек больше, чем требовал приказ «казнить 10 итальянцев за каждого немца». Эти пять лишних жертв были на совести одного только Эриха Прибке, так как он был ответственен за проверку списка.
20 марта 2004 года 80 сторонников Прибке собрались в помещении Centro Lettarario в Триесте, чтобы выразить ему поддержку. 12 июня 2007 года Прибке получил разрешение покинуть свой дом для работы в офисе своего адвоката в Риме.
Это привело к бурным протестам со стороны еврейских групп и решение судьи было отменено.

## Смерть и похороны
Эрих Прибке скончался в Риме 11 октября 2013 года в возрасте 100 лет. С похоронами военного преступника возникли проблемы, так как власти Аргентины, Рима и его родного Хеннигсдорфа отказались его хоронить, опасаясь, что могила Прибке превратится в место паломничества неонацистов. В конце концов было решено похоронить его в городе Альбано-Лациале (провинция Рома области Лацио). Планировалось, что вечером 15 октября тело Прибке привезут в Институт папы Пия X (принадлежит католикам-традиционалистам из Священнического братства) для проведения заупокойной мессы, а в среду 16 октября его труп будет кремирован. Планы были сорваны протестами итальянских антифашистов. Гроб с телом бывшего офицера СС, доставленный под охраной полиции, встретили около 200 человек, распевавших песню итальянского сопротивления Bella ciao. Называя Прибке «палачом» и «убийцей», они пинали катафалк и предлагали выбросить тело нациста «на ближайшую помойку». Между протестующими и группой неонацистов, желавших принять участие в заупокойной мессе, произошли столкновения, полиция была вынуждена применить слезоточивый газ. Два участника столкновений были арестованы, а церемония приостановлена. Пока власти решали, где захоронить Прибке, гроб с его телом вывезли на военный аэродром Pratica di Mare.
19 октября итальянские власти согласовали с родственниками покойного, что он будет похоронен в Италии, в месте, которое будет засекречено. В церемонии похорон приняли участие только близкие родственники.

## Прочее
- Отдавший непосредственный приказ о казни оберштурмбаннфюрер СС Герберт Капплер был приговорён в 1948 году к пожизненному заключению, однако в 1977 году, незадолго до своей смерти, будучи тяжело болен, совершил побег из итальянской военной тюрьмы в Гаэте и скрылся в Германии, которая отказывалась его выдать до самой смерти.
- Римский районный военный государственный прокурор Антонино Интелисано[итал.], отвечавший за район Рима, узнав о деле Эриха Прибке, «случайно» нашёл в 1994 году в генеральной военной прокуратуре в Риме целый шкаф старых папок. Этот шкаф стал известен как «шкаф стыда», так как в этих папках были «временно архивированы» 2274 расследованных, но не переданных в суд дела о преступлениях, совершённых нацистами в Италии во время Второй мировой войны.
- Два письма с марками, посланные Прибке своему сыну через Почту Финляндии, вызвали споры в Аргентине. В Финляндии есть возможность заказать марки со своими собственными изображениями и, согласно объяснениям почтовых работников, никто не знал, что человек на изображениях был нацистским военным преступником[13].
- В июне 2007 года разрешение на работу Эриха Прибке было отозвано магистратом Италии после дня протестов. Магистрат обосновал своё решение тем, что Прибке не удалось правильно оповещать о своих перемещениях. Он должен был работать в офисах своего адвоката как клерк и переводчик, используя знание немецкого, испанского, английского и французского языков. Выдача разрешения на работу бывшему гауптштурмфюреру СС вызвала возмущение, особенно среди итальянских евреев[14].
- В июне 2010 года Эрих Прибке обсуждался в качестве кандидата на пост Федерального президента Германии от ультраправой партии НДПГ[15].